# Pavlo Rozenberg
Pavlo Rozenberg, genannt Pawel (* 22. Juli 1983 in Winnyzja, Ukrainische SSR, Sowjetunion) ist ein deutscher Turm- und Wasserspringer beim Sportclub Riesa e. V.

## Werdegang
Rozenberg ist das einzige Kind der Eheleute Boris Rozenberg und Nelja Fedortschuk. Von 1990 bis 2001 besuchte er in Winnyzja die Mittelschule, die er mit dem Abitur abschloss. 
Über seinen Vater kam er zum Turm- und Wasserspringen. Sein Vater übernahm im Jahre 2001 in Madrid die Aufgabe als Nationaltrainer der spanischen Wasserspringer. Am 1. Oktober 2003 wurde Boris Rozenberg Trainer am Bundesstützpunkt Wasserspringen in Aachen. Pawel Rozenberg folgte seinem Vater und besitzt seit 2004 das Startrecht für den SV Neptun Aachen 1910. Seit Oktober 2010 springt Rozenberg für den Sportclub Riesa e. V.
2004 und 2005 nahm er jeweils an den Deutschen Hallen- und an den Sommermeisterschaften teil. Vom 1-Meter-Brett errang er in beiden Jahren den deutschen Meistertitel. Vom 3-Meter-Brett gewann er 2004 und 2005 jeweils Bronze. Bei den Sommermeisterschaften 2005 gewann er Silber. Bei den Hallenmeisterschaften 2004 wurde er zusammen mit Patrick Pollok Dritter im 3-Meter-Synchronspringen. 
International durfte Pawel Rozenberg bis Dezember 2007 nicht für Deutschland antreten, da er keine deutsche Staatsbürgerschaft besaß. Er nahm im März 2006 in Madrid beim 12. FINA Diving Grand Prix außer Konkurrenz teil und wurde bester Teilnehmer des DSV-Teams. Pawel Rozenberg ist seit Anfang Dezember 2007 deutscher Staatsbürger.
Bei seinem ersten internationalen Auftritt als Springer für den Deutschen Schwimm Verband (DSV) errang Rozenberg beim FINA Grand Prix in Madrid im Januar 2008 vom 3-Meter-Brett Platz 2. Bei den Deutschen Hallenmeisterschaften am 1. Februar 2008 in Rostock errang Pavlo Rozenberg vom Drei-Meter-Brett den ersten Platz und konnte so seinen ersten Deutschen Meistertitel in dieser Disziplin erringen. 
Im Juni 2008 errang Pavlo Rozenberg Platz 1 vom 3-Meter-Brett im Synchronspringen zusammen mit seinem Vereinskollegen Sascha Klein. Vom 3-Meter-Brett sicherte er sich ebenfalls den Meistertitel mit 508,65 Punkten. Damit erzielte er gleichzeitig deutschen Rekord. Er startete bei den Olympischen Spielen 2008 in Peking und erreichte mit Klein Rang sechs im 3-m-Synchronspringen.
Seine erste internationale Medaille konnte er bei der Europameisterschaft 2009 in Turin erringen. Er gewann im Kunstspringen vom 1-m-Brett die Bronzemedaille. Sein bislang größter Erfolg gelang ihm bei der Weltmeisterschaft 2011 in Shanghai. Er gewann erneut Bronze vom 1-m-Brett.
Aktuell ist er Trainer des Schweizer Wasserspringvereins Lausanne Natation.
Rozenberg ist seit Juni 2008 verheiratet.